# Краснов, Георгий Васильевич
Гео́ргий Васи́льевич Красно́в (30 января 1937, дер. Салугино, Чувашская АССР — 3 сентября 2012, Чебоксары) — чувашский писатель, прозаик и драматург, педагог, журналист. Народный писатель Чувашской Республики (2003).

## Биография
Георгий Краснов родился 30 января 1937 года в деревне Салугино Ядринского района Чувашской республики. Учился в Цивильском сельхозтехникуме, на факультете журналистики МГУ им. М. В. Ломоносова. Военную службу проходил в Германии. Работал агрономом в колхозе, проходчиком на шахте в Воркуте.
Переехав в Чебоксары, трудился главным редактором Чувашрадио и заместителем председателя Телерадиокомитета, ответственным секретарём правления Союза писателей Чувашии, главным редактором журнала «Тӑван Атал», председателем правления Союза писателей Чувашии.
С 1969 года в Союзе писателей СССР.
Затем преподавал в Чувашском национальном лицее им. Г. С. Лебедева. С 1995 года — профессор кафедры журналистики Чувашского государственного университета.
Георгий Васильевич пробует перо лирических, приключенческих, фантастических жанрах. Он автор 10 романов, 10 пьес, многих повестей и рассказов.

## Награды и премии
- Премия Комсомола Чувашии имени М. Сеспеля (1979)
- Заслуженный работник культуры Чувашской АССР (1984).
- Народный писатель Чувашской Республики (2003).

## Работы

### Известные книги[2]
На чувашском:
- «Çамрăк хастарлăхпа» [С юношеским задором: Очерки] (1965),
- «Асамлă çăлкуç» [Волшебный родник: Научно-фантастическая повесть] (1966)
- «Инçетри сасăсем» [Далекие голоса: Научно-фантастическая повесть и рассказы] (1967)
- «Сарамат пĕкки» [Радуга на рассвете: Повести] (1971)
- «Катăк чĕлĕм» [Треснутая трубка: Приключенческие повести] (1971)
- «Кăмăл туртăмĕ» [Влечение: Повесть, рассказы и телепьеса] (1972)
- «Çамрăклăх пĕрре килет» [Молодость не повторяется: Роман] (1974)
- «Ĕмĕр тикĕс килмест» [Прожитого не пережить: Роман] (1979)
- «Кĕвĕçĕкене кĕве çиет» [Все от любви: Роман] (1981)
- «Телей патне виçĕ çухрăм» [Три версты до счастья: Роман] (1983)
- «Çитетпĕр хĕрĕхе, иртетпĕр хĕрĕхрен» [Нам уже за сорок: Роман] (1985)
- «Хĕр çурасас умĕн» [Помолвка: Пьесы] (1987)
- «Пуçсăр юланутсен эскадронĕ» (1990)

На русском:
- «Треснутая трубка» [Приключенческие повести] (1975)
- «Молодость не повторяется» [Роман] (1978)
- «Тают снега» [Роман] [М.: Современник, 1980.]
- «Операция „Сломанная трубка“» (М.: Детская литература, 1982)
- «Всё от любви» [Роман] (1986).

На других языках:
- "Формула «Илвми левэх» [Фантастическая повесть] [Минск: Мастацкая литература, 1976.]
- «Бескозырка» [Приключенческая повесть] [Фрунзе: Мэктеп, 1985.]